# Lau (communauté)
Pour les articles homonymes, voir Lau.
Les Lau constituent une petite communauté mélanésienne de 6 000 personnes vivant retranchée du reste du monde. Ils habitent sur des îlots artificiels, dans une lagune, sur la côte nord-est de Malaita dans le Sud de l'archipel des îles Salomon. Vivant au ras des flots, les Lau ont colonisé leur lagune avec des monticules de corail sur lesquels ils ont déposé leurs cases. Pour les ériger, ils amoncèlent d'abord des blocs de corail, des coquillages, du sable, puis lient le sol en y plantant des arbres et des herbes, avant d'y bâtir leurs habitations.
Excepté quelques hommes qui combattirent au côté des Américains à Guadalcanal, les Lau n'avaient jamais vu de Blancs jusqu'à l'arrivée de Pierre Maranda en 1966. Une multitude de tabous régissent les relations entre les sexes. Dans l'espace exigu des îlots artificiels, les hommes et les femmes dorment dans des quartiers séparés. La société Lau est l'un des rares exemples de gynécocratie. Mais, à partir des années 1980, on a assisté à la désintégration progressive de la culture traditionnelle Lau : ils ont été évangélisés par des missionnaires, se convertissent tous au christianisme, comme 97 % de la population de l'archipel, et envoient leurs enfants à l'école de la mission.

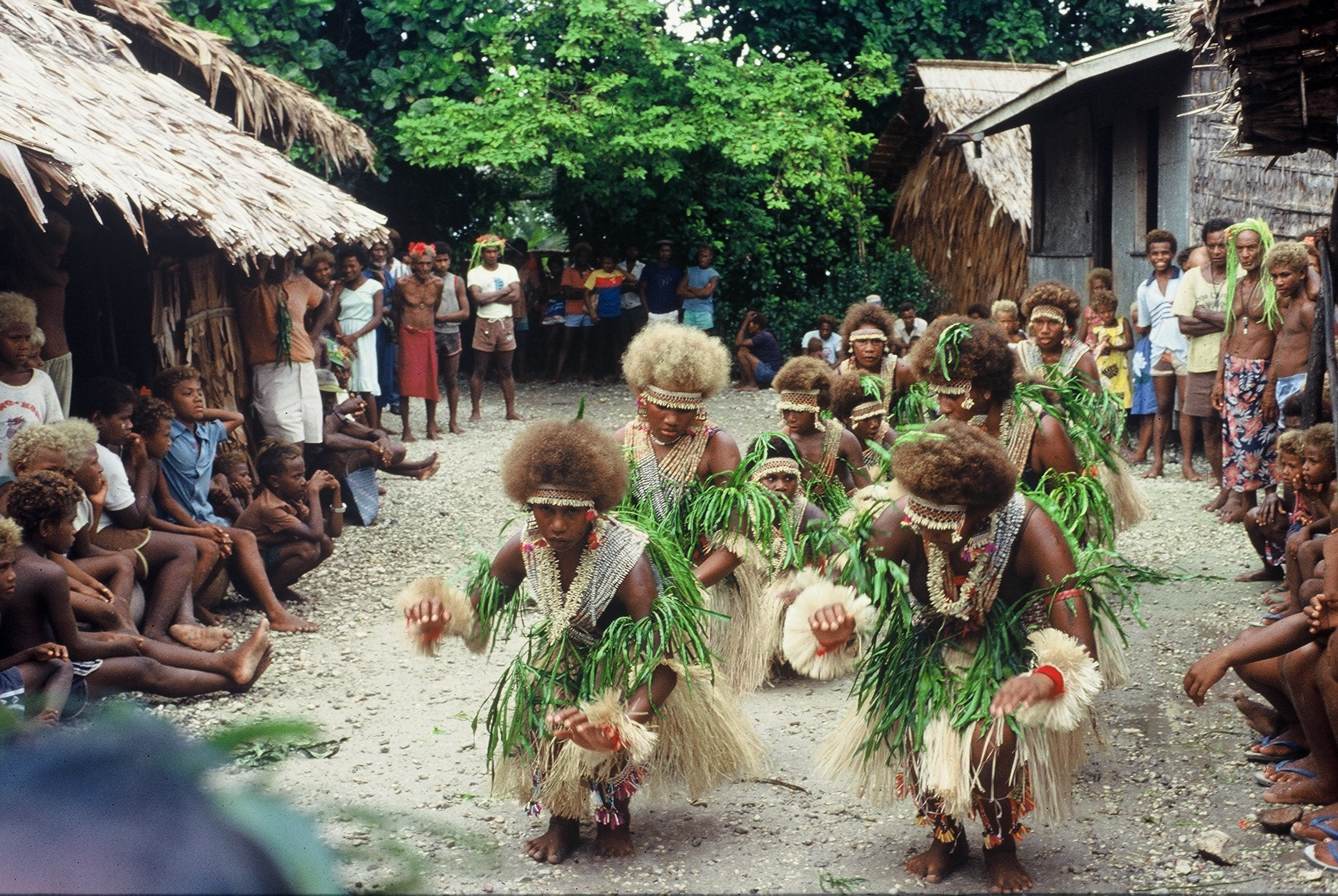
Danse cérémonielle effectuée par des femmes à l’occasion d’un mariage
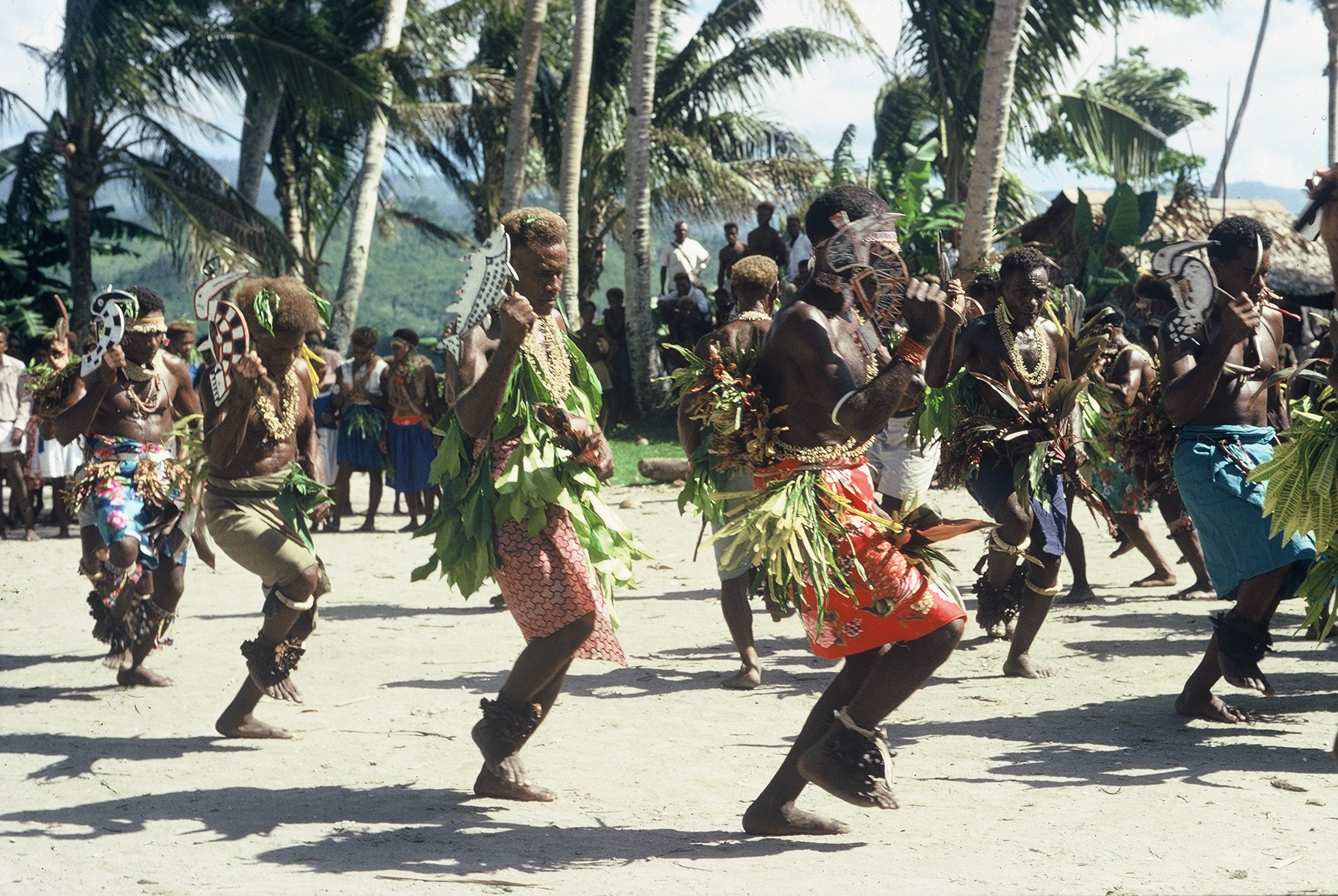
Danse cérémonielle effectuée par des membres du clan Rere
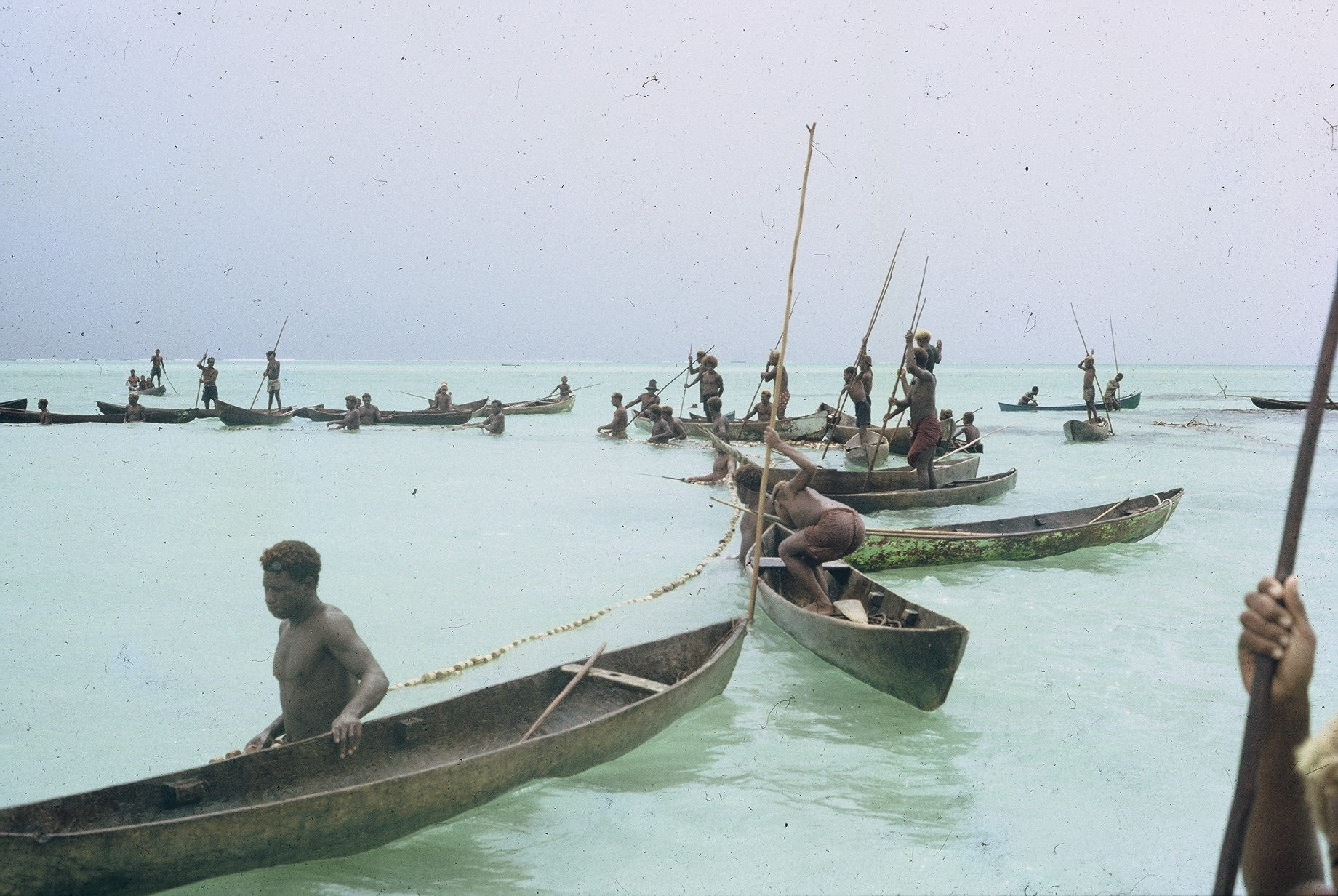
Pêche rituelle au filet à l’occasion d’une cérémonie funéraire
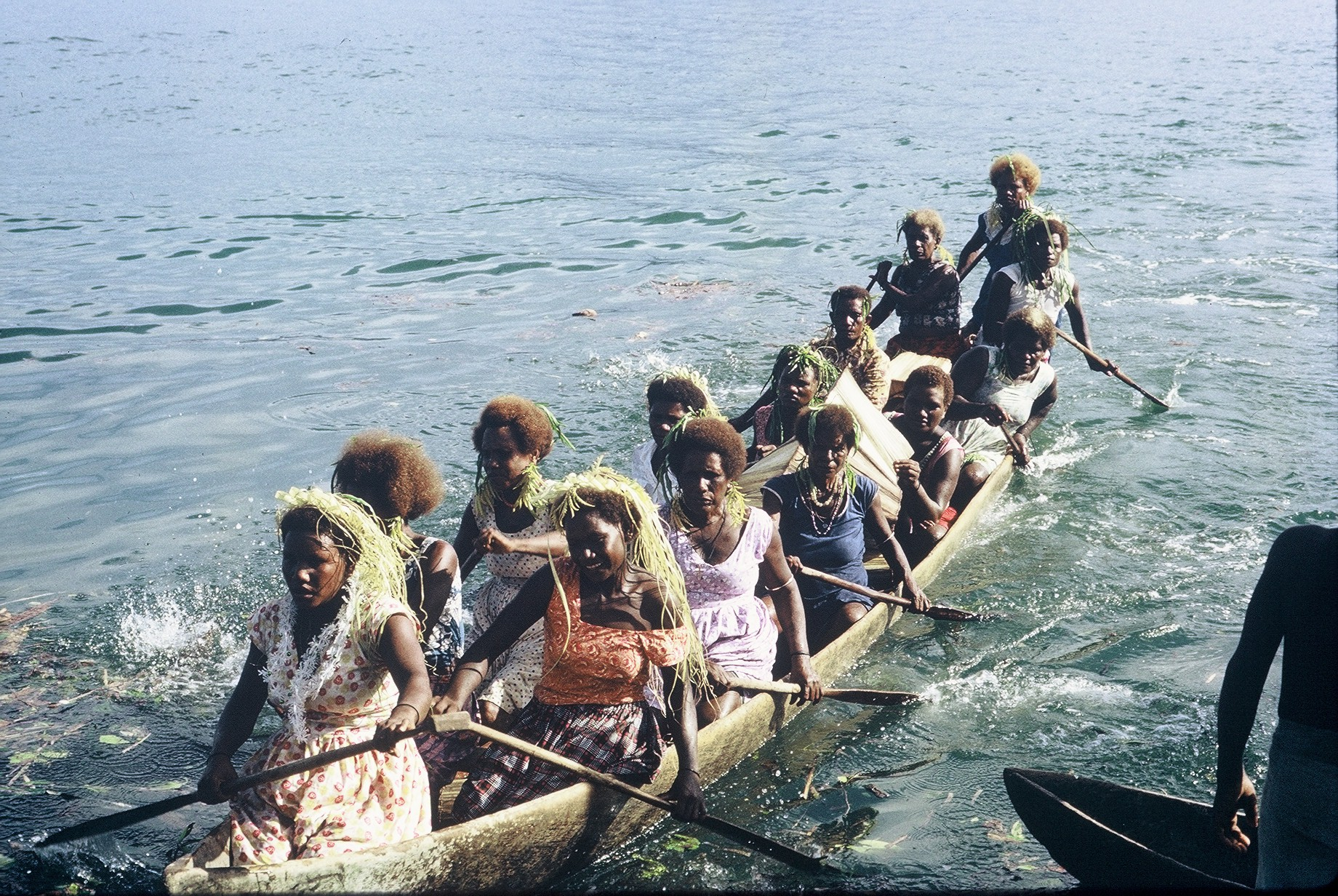
Mariée arrivant sur l’île de son époux avec des membres de son clan